# Hôtel de Soubise
Palais Soubise
Pour les articles homonymes, voir Clisson (homonymie) et Hôtel de Guise (homonymie).
« Hôtel de Guise » redirige ici. Pour les hôtels du même nom, voir Hôtel de Guise (homonymie).
L'hôtel de Soubise, anciennement hôtel de Clisson puis hôtel de Guise, est un hôtel particulier parisien situé au coin de l'actuelle rue des Francs-Bourgeois et de la rue des Archives dans le 3e arrondissement de Paris (quartier du Marais). L'hôtel, partiellement classé monument historique, appartient désormais aux Archives nationales et abrite notamment le musée des Archives nationales.

## Histoire

### L'hôtel de Clisson, de Laval et l'hôtel de Guise

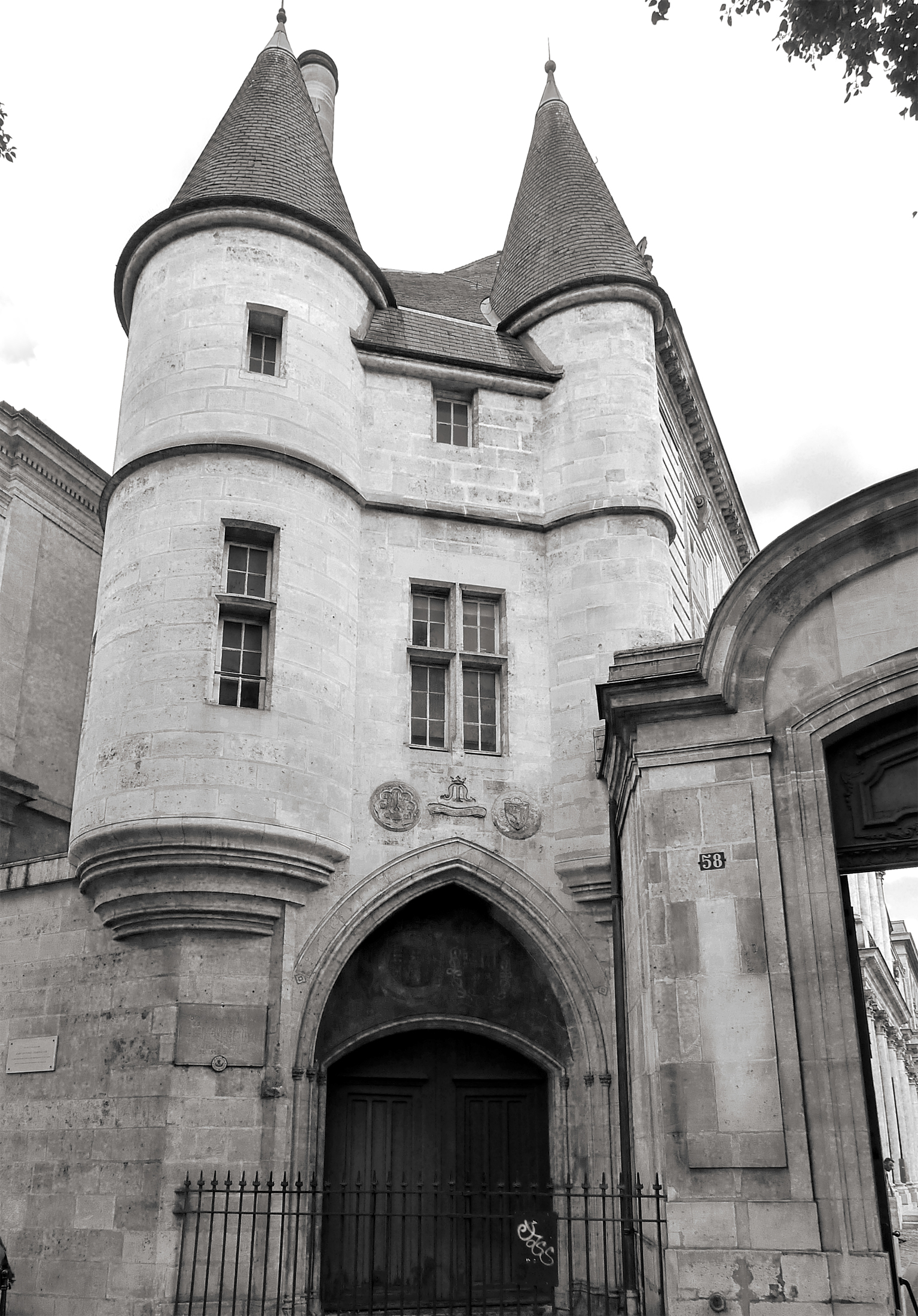
Façade de l'hôtel de Clisson avec l'ancienne porte en pan coupé et ses tourelles, depuis la rue des Archives.

En 1371, Olivier de Clisson, Connétable de France, entreprend la construction d'un hôtel particulier sur les terrains qu'il vient d'acquérir à l'extérieur des remparts de Philippe Auguste. De ce premier hôtel n'est conservée aujourd'hui que la porte fortifiée avec ses tourelles en encorbellement coiffées en poivrières, donnant sur la rue des Archives, seul vestige encore visible de l'architecture privée du XIVe siècle à Paris.
Entre 1420 et 1435, l'hôtel est confisqué par les occupants anglais, et devient la résidence de Thomas de Lancastre (1388-1421), duc de Clarence, puis de Jean de Lancastre (1389-1435), duc de Bedford. En juin 1424, l'hôtel de Clisson est donné au duc de Bedford pendant l'occupation de Paris par les Anglais (1420-1436).
En 1553, propriété de la famille d'Albret, l'hôtel de Clisson est acquis par François de Lorraine, duc de Guise et sa femme Anne d'Este, petite-fille de Louis XII. Ils s’empressent d’agrandir l'hôtel en achetant aussi les terrains avoisinants. Très délabré, le bâtiment exige d'importants travaux de reconstruction. La famille de Guise confie les travaux au célèbre artiste italien, Francesco Primaticcio, dit Le Primatice. Malheureusement, les célèbres peintures de la chapelle, réalisées d'après ses dessins par Nicolò dell'Abbate, n'ont pas été conservées. Ce décor qui représentait Dieu le Père soutenu par les anges sous un pavillon flottant dont d’autres anges tiennent les extrémités a été détruit après 1803. Il en reste les dessins conservés au J. Paul Getty Museum à Los Angeles et au Musée du Louvre. De l'édifice subsistent seulement aujourd'hui les baies en plein cintre ouvrant sur le côté nord de la chapelle, ainsi que les murs de l'ancienne salle des gardes, connus pour avoir accueilli les « ligueurs » du parti catholique pendant la guerre de religion.
Le 11 juin 1556, Charles de Lorraine fait donation de l'hôtel de Laval à son frère François de Guise, à sa belle-sœur Anne d'Este, et à leur fils Henri, prince de Joinville, sous conditions de substitution aux aisnés males des aisnés descendants desdits duc, et duchesse de Guise. Cette donation à mettre en regard de celle qui a lieu sur l'hôtel de Clisson occupé en 1560 par Renée d'Amboise, Dame de Bussy et de Saxefontaine, veuve de Louis de Clermont . Les deux hôtels sont par la suite rattachés pour former, au XVIe siècle, le domaine de la Maison de Guise.
Au milieu du XVIe siècle, il est reconstruit par Henri 1er de Lorraine-Guise, pour devenir l'hôtel de Guise, un lieu où s'exerce l'influence de cette branche de la Maison de Lorraine.
Il appartient aux ducs successifs de Guise, Charles 1er de Lorraine-Guise, puis Henri II de Lorraine-Guise, puis Louis Joseph de Lorraine-Guise, son neveu.
Le fils de celui-ci, François-Joseph de Lorraine-Guise, meurt enfant en 1675, laissant l'hôtel à sa grand-tante, Marie de Lorraine-Guise.
Au XVIIe siècle, l'hôtel devient, avec Marie de Guise, une joyeuse place parisienne : des fêtes royales y sont données, que Corneille et Marc-Antoine Charpentier, parmi d'autres, honorent de leur présence. Le compositeur Marc-Antoine Charpentier y demeure entre 1670 et 1688, y écrivant de nombreuses œuvres.
Des poètes, tel Malherbe, et des érudits, tel François Roger de Gaignières, qui y installe un temps sa célèbre collection de dessins, y trouvent aussi asile à cette époque.
Marie de Guise meurt en 1688, sans enfant ni famille proche, la dernière héritière de sa famille.
Sa succession est épineuse. Dans le partage qui en est fait, l'hôtel est finalement attribué à deux cousines du côté paternel, la princesse de Condé et sa sœur, la duchesse de Hanovre.

### L'hôtel de Soubise

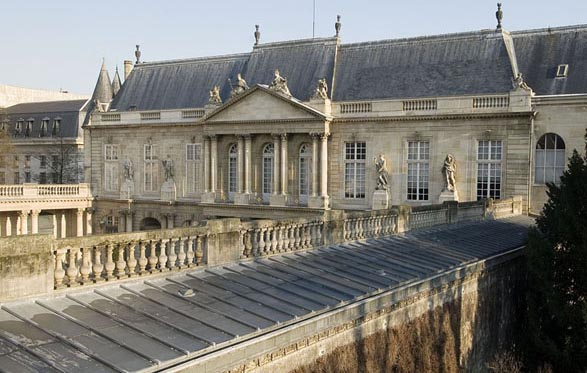
Hôtel de Soubise. Archives nationales (site de Paris).

Le 27 mars 1700, devant Charpentier, notaire à Paris , les deux princesses vendent l'hôtel de Guise à François de Rohan-Soubise et Anne de Rohan-Chabot, son épouse, moyennant 326 000 livres (soit 5,4 millions d'euros de 2007). Les oppositions des créanciers de Marie de Guise permettent de régulariser la vente seulement le 24 janvier 1704.
Les acquéreurs obtiennent par adjudication une parcelle de 225 mètres de long et 170 mètres de large. En 1705, François de Rohan-Soubise et son épouse, auxquels leur faveur à la Cour donne de gros moyens, choisissent, pour refondre l'hôtel, le jeune architecte Pierre-Alexis Delamair, sur les conseils de leur fils Armand Gaston de Rohan, futur cardinal et évêque de Strasbourg.
La nouvelle façade de l'hôtel de Soubise et la colonnade de la cour sont alors édifiés, de 1705 à 1709.
Sur le terrain adjacent à celui de ses parents, Armand-Gaston de Rohan se fait construire son propre hôtel, l'hôtel de Rohan, par le même architecte.
L'hôtel de Soubise connaît alors une période de splendeur. Le prince Hercule Mériadec de Rohan-Soubise hérite en 1712 le palais de ses parents et l'occupe jusqu'à son décès en 1749.
Son petit-fils, Charles de Rohan-Soubise, maréchal de France, lui succède et jouit des lieux jusqu'à sa mort, en 1787.
En 1761, il donne la nue-propriété du palais à sa seconde fille, Victoire de Rohan et à l'époux de celle-ci, son cousin, Henri-Louis Marie de Rohan, prince de Guéméné.
Après le départ pour l'émigration du prince et de ses enfants, à la Révolution, l'hôtel de Soubise est saisi. La princesse, restée en France, se retire en son château de Vigny.
Sous la Révolution, l'hôtel de Soubise est détourné de ses usages princiers, et utilisé, durant une quinzaine d'années, pour diverses activités – casernement, administrations, logement, fabriques –, qui le mettent dans un triste état.
Les créanciers souhaitant éviter la confiscation du domaine par l’État, parviennent à faire radier la princesse de Guéméné de la liste des émigrés, le 16 prairial an VIII (5 juin 1800).
Le 7 fructidor an XII (25 août 1804), un arrêté préfectoral lui reconnaît formellement la propriété des hôtels de Soubise et de Rohan, qui sont vendus à un spéculateur le 13 août 1807, un mois avant la mort de la princesse. En 1808, les deux hôtels sont acquis par l’État. Napoléon Ier affecte l'hôtel de Soubise aux Archives impériales et l'hôtel de Rohan à l'Imprimerie impériale.

### Les Archives nationales à l'hôtel de Soubise
Les Archives Nationales continuent à occuper le site tout au long des XIXe et XXe siècles, malgré des besoins en espace de plus en plus importants, qui conduisent à la construction de longs corps de bâtiments, coupant la parcelle en deux et détruisant une partie des jardins, en particulier sur le côté Nord du palais.
Sous Louis-Philippe et Napoléon III, elles annexent quatre autres hôtels particuliers voisins, notamment les hôtels de Jaucourt, Le Tonnelier de Breteuil et d'Assy, rue des Francs-Bourgeois, et, en 1927, l'hôtel de Rohan, à son tour, délaissé par l'Imprimerie Nationale.
De 1846 à 1866, l'École des Chartes s'y installe.

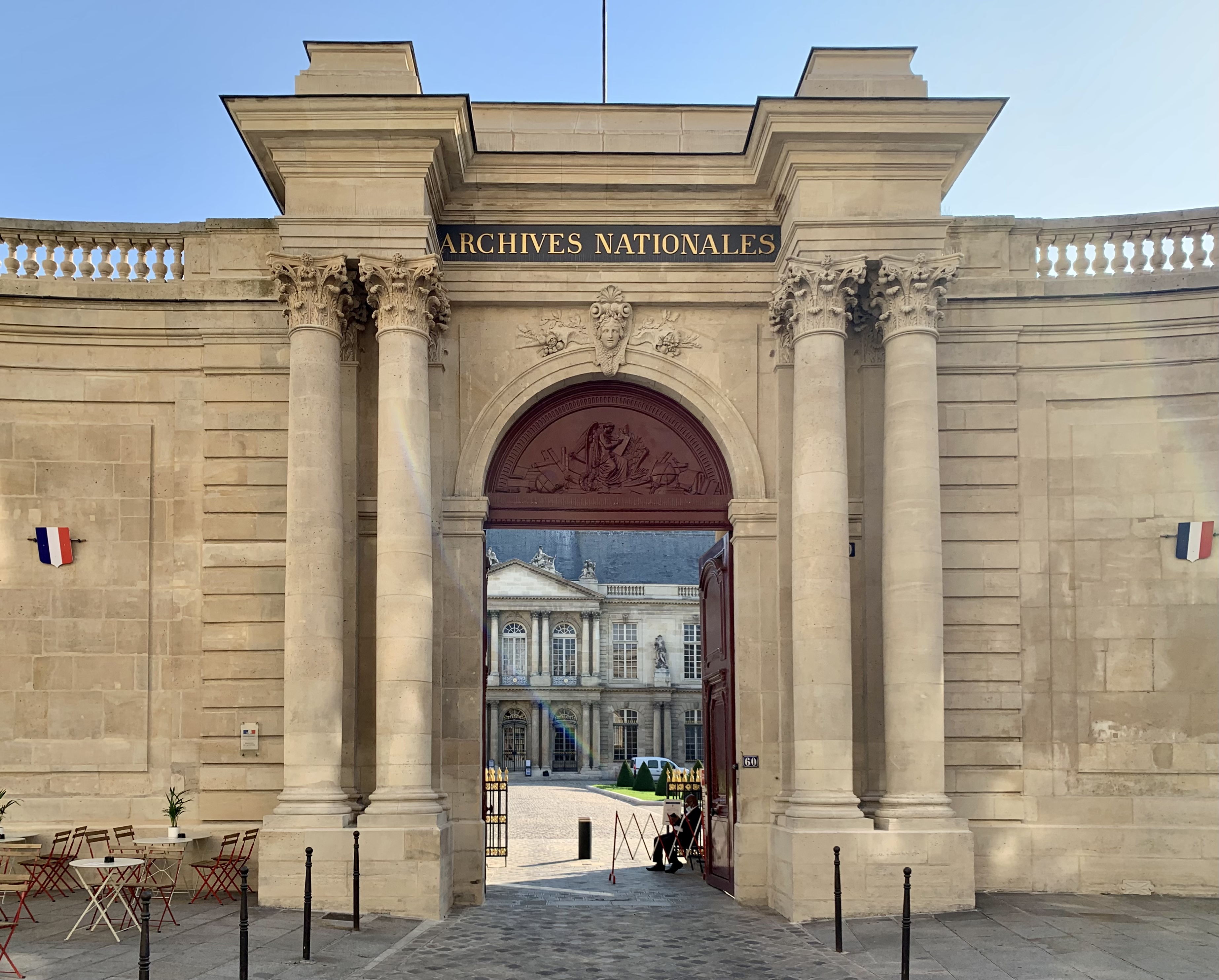
Entrée du site de Paris (hôtel de Soubise). Archives nationales (France).

Au cours du XIXe siècle, les Archives nationales font bâtir une série de dépôts pour répondre à l'accroissement des fonds. Ils sont édifiés en deux temps : de 1838 à 1848 par les architectes Édouard Dubois et Charles Lelong, et de 1859 à 1880 par Hubert Janniard puis Edmond Guillaume. En 1857-1858, Gabriel-Auguste Ancelet procède à la restauration de la porte de l'hôtel de Clisson dans le goût néo-gothique.
La première construction appelée aujourd'hui « dépôts Louis-Philippe » est bâtie dans le prolongement est de l'hôtel de Soubise. L'aménagement intérieur répond à un souci naissant de bonne conservation des archives. La galerie du parlement constitue le point d'orgue du nouveau dépôt destiné à accueillir les archives judiciaires de l’État.
Sur les rayonnages en bois, plus de 12 000 volumes sur parchemin, reliés en peau, rassemblent le fonds du Parlement de Paris.
À peine la construction de l'« aile Louis-Philippe » achevée, l'institution est à nouveau à l'étroit. Sous la direction de Léon de Laborde, une deuxième phase de travaux est lancée en 1859. Cette nouvelle construction prolonge le pavillon d'angle de l'aile Louis-Philippe et est appelée aujourd'hui « dépôt Napoléon III ». Ce nouveau bâtiment tente de répondre aux exigences des archivistes en termes de fonctionnalité et de conservation et est ainsi équipé de rayonnages du sol au plafond.
Au centre de l'enfilade des magasins est installée la « salle du trésor des Chartes », rassemblant l'ensemble des titres relatifs aux intérêts domaniaux et diplomatiques de la Couronne.
En 1866, le caractère symbolique de la salle est renforcée par l'intégration de l'armoire de fer. La réalisation de ce coffre-fort avait été ordonnée par l'Assemblée nationale constituante en 1790 afin de mettre à l'abri du feu et du vol les documents les plus précieux. Au XIXe siècle, cette armoire devient le conservatoire des pièces jugées les plus emblématiques de l'histoire de France. Depuis 1996, l'armoire de fer accueille l'ensemble des textes constitutionnels de la France. Elle renferme également des pièces aussi inestimables que le mètre-étalon et le kilogramme-étalon de 1799, le journal de Louis XVI, le Serment du jeu de paume et le texte de la loi du 20 juin 1936 instituant les congés payés.
Au milieu du XIXe siècle, en parallèle à la construction des nouveaux bâtiments, sont entrepris des travaux de rénovation de l'hôtel. A cette occasion, l'ancien escalier est détruit en 1844, et remplacé en 1846 par un escalier rectiligne, destiné à relier le vestibule de l'hôtel aux Grands dépôts.
Le musée des Archives nationales occupe certaines salles de l'hôtel de Soubise depuis sa création en 1867.
C’est ici qu’aurait dû voir le jour le projet de Maison de l'Histoire de France, voulu par le président Nicolas Sarkozy.

Images historiques
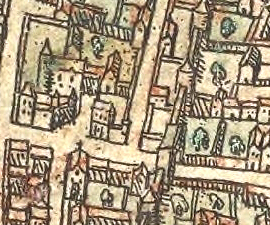
Hôtel de Clisson vers 1530 (détail du plan de Braun et Hogenberg) ; à droite l'ancienne enceinte de Philippe-Auguste.
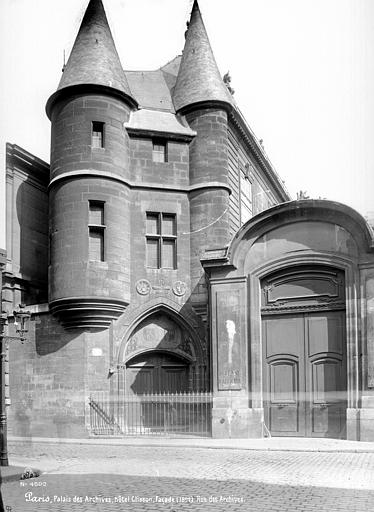
Entrée de l'hôtel en 1892.
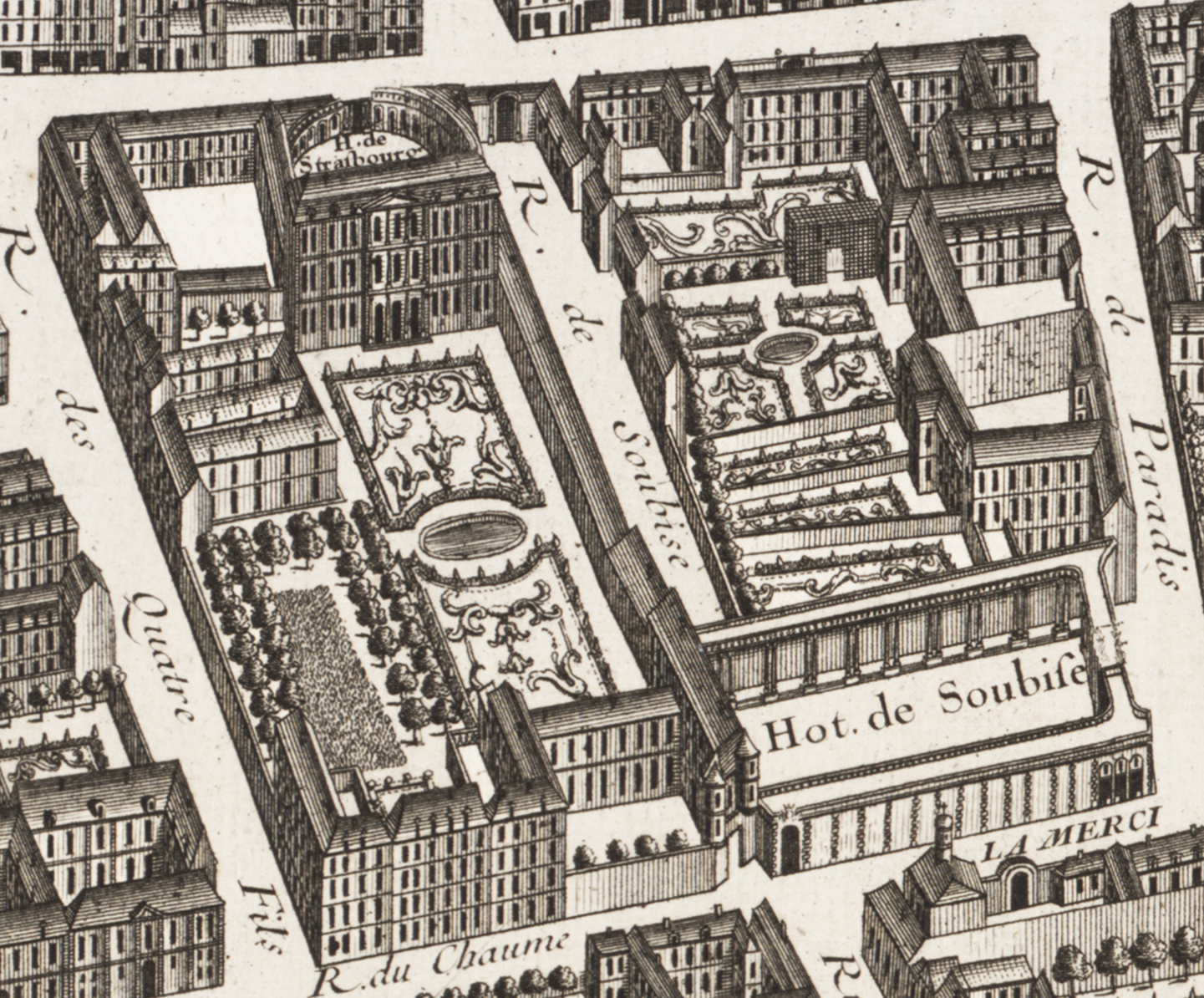
L'hôtel de Soubise et l'hôtel de Rohan sur le plan de Turgot (1737).
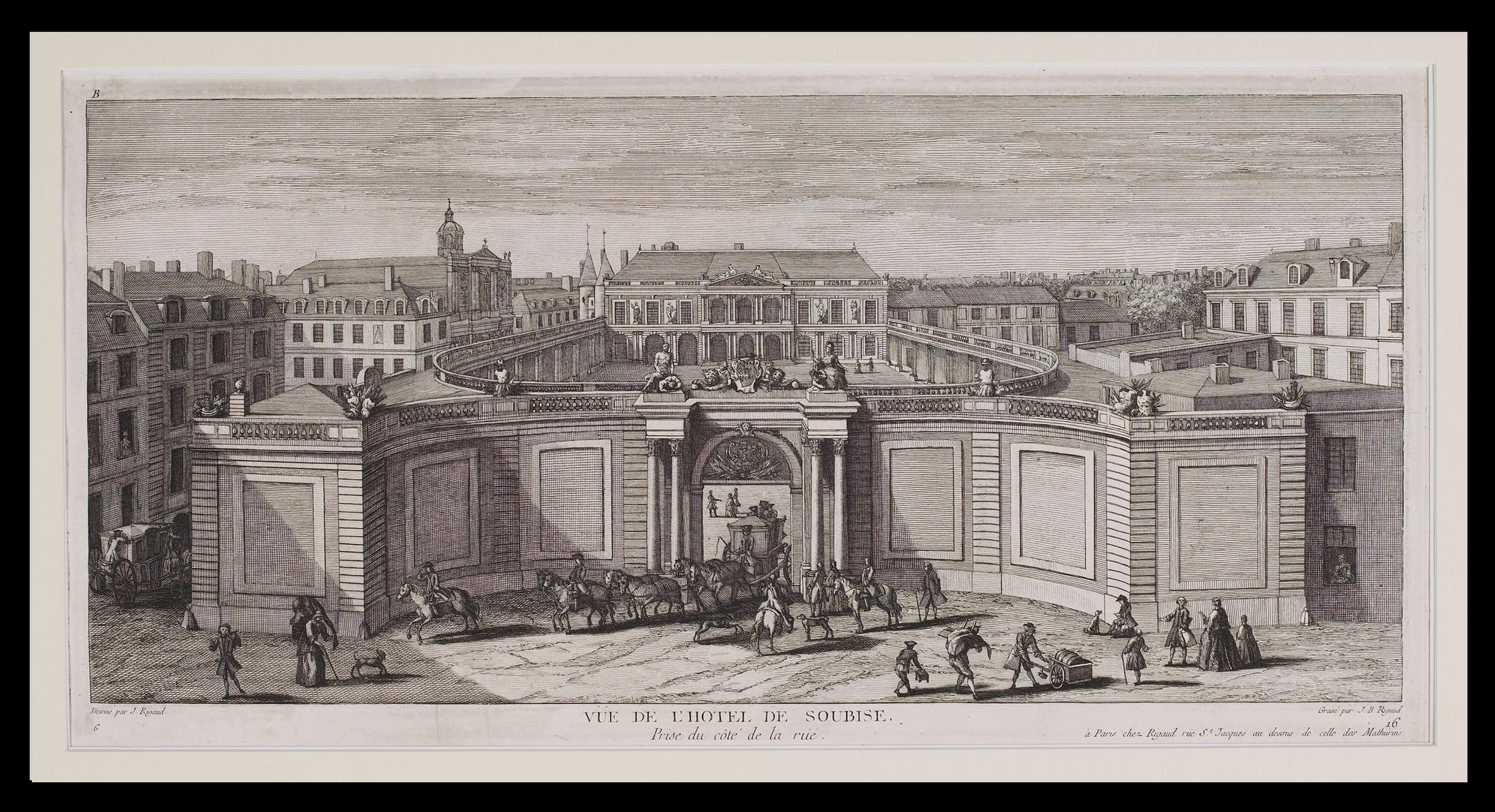
Gravure de la façade sud de l'hôtel de Soubise depuis la rue (Jean-Baptiste Rigaud, 1750)
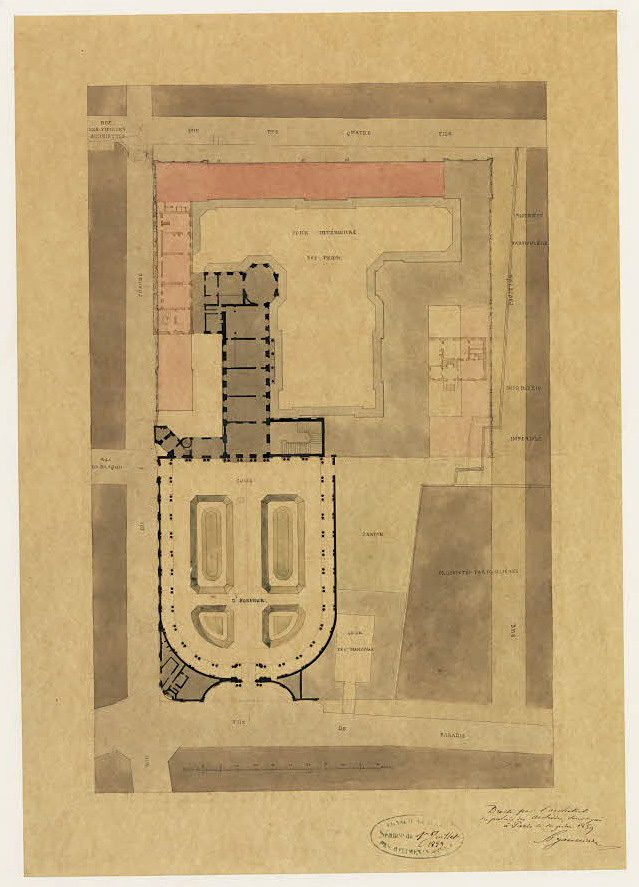
Plan au sol avec l’emprise des futurs dépôts Napoléon III.

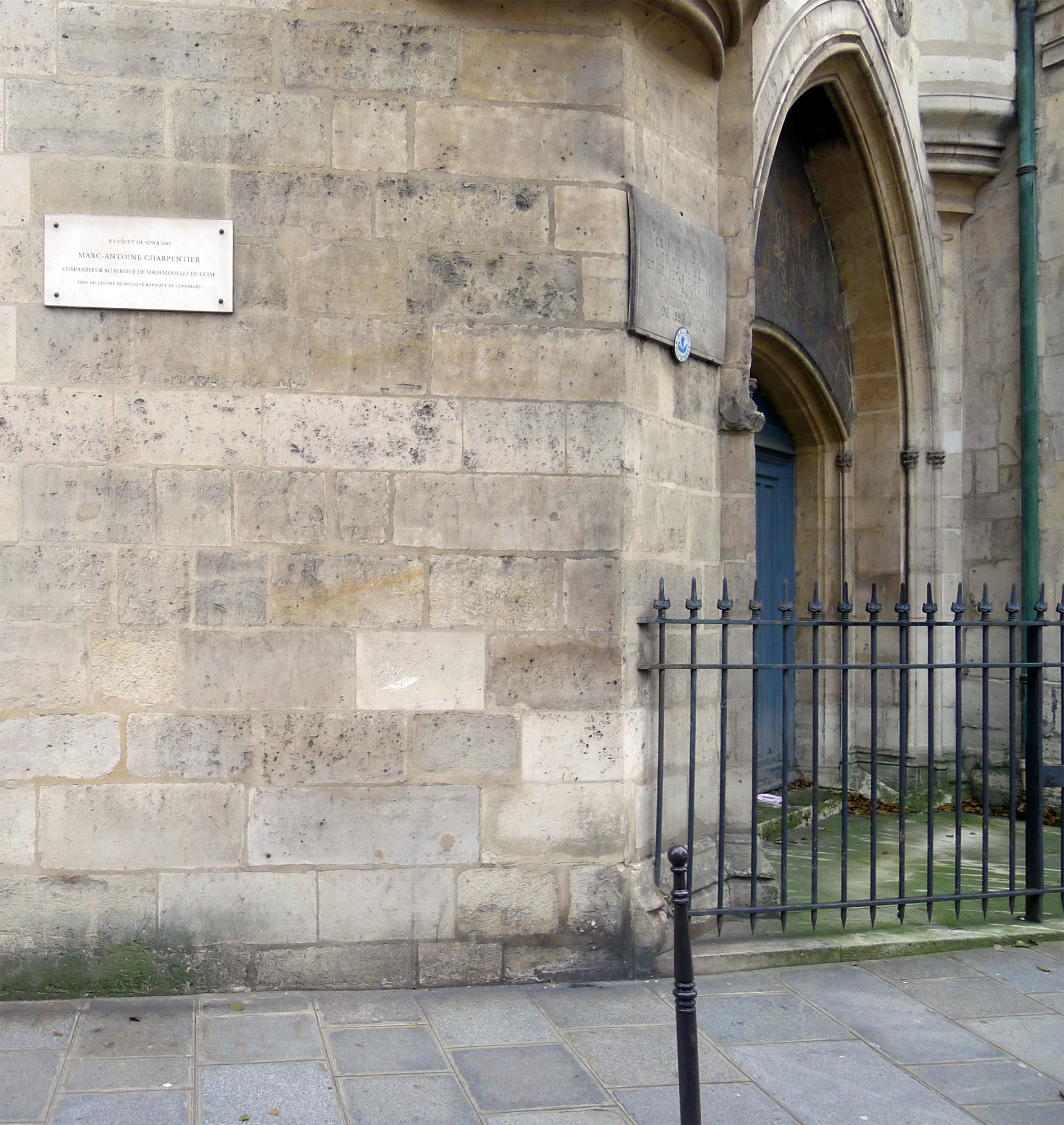
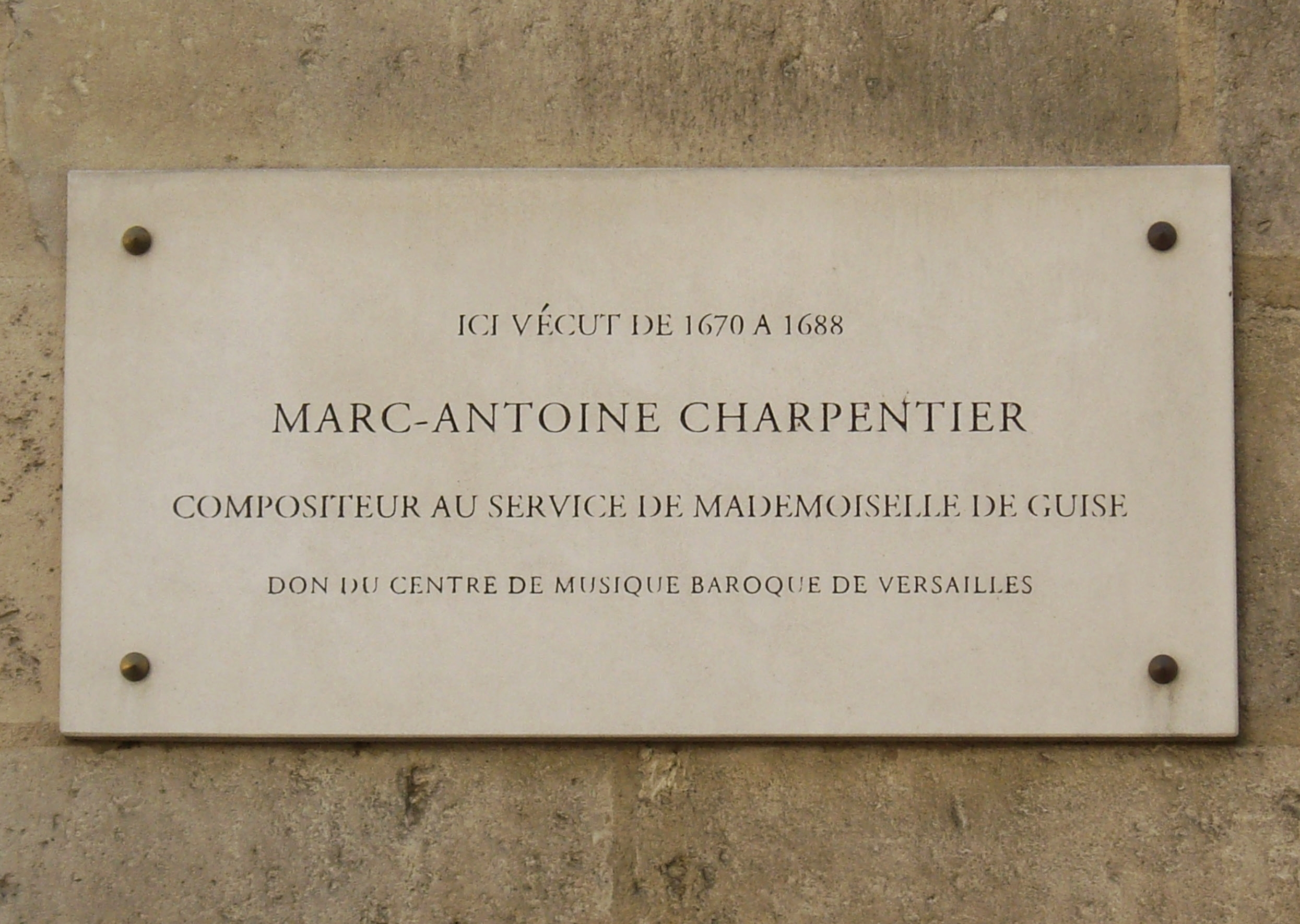
Plaque du compositeur Charpentier sur l'établissement, octroyée par le Centre de musique baroque de Versailles.

L'hôtel de Clisson est situé dans l'actuelle rue des Archives (quartier du Marais) au no 58. Il n'en reste que le portail monumental, flanqué de deux tourelles en encorbellement. C'est un exemple unique de l'architecture privée du XIVe siècle à Paris. Son style s'apparente à celui de l'hôtel de Sens, situé non loin de là, dans le quartier Saint-Paul. La porte de l'ancien hôtel de Clisson fait l’objet d’un classement au titre des monuments historiques par la liste de 1862.

Détails des tourelles
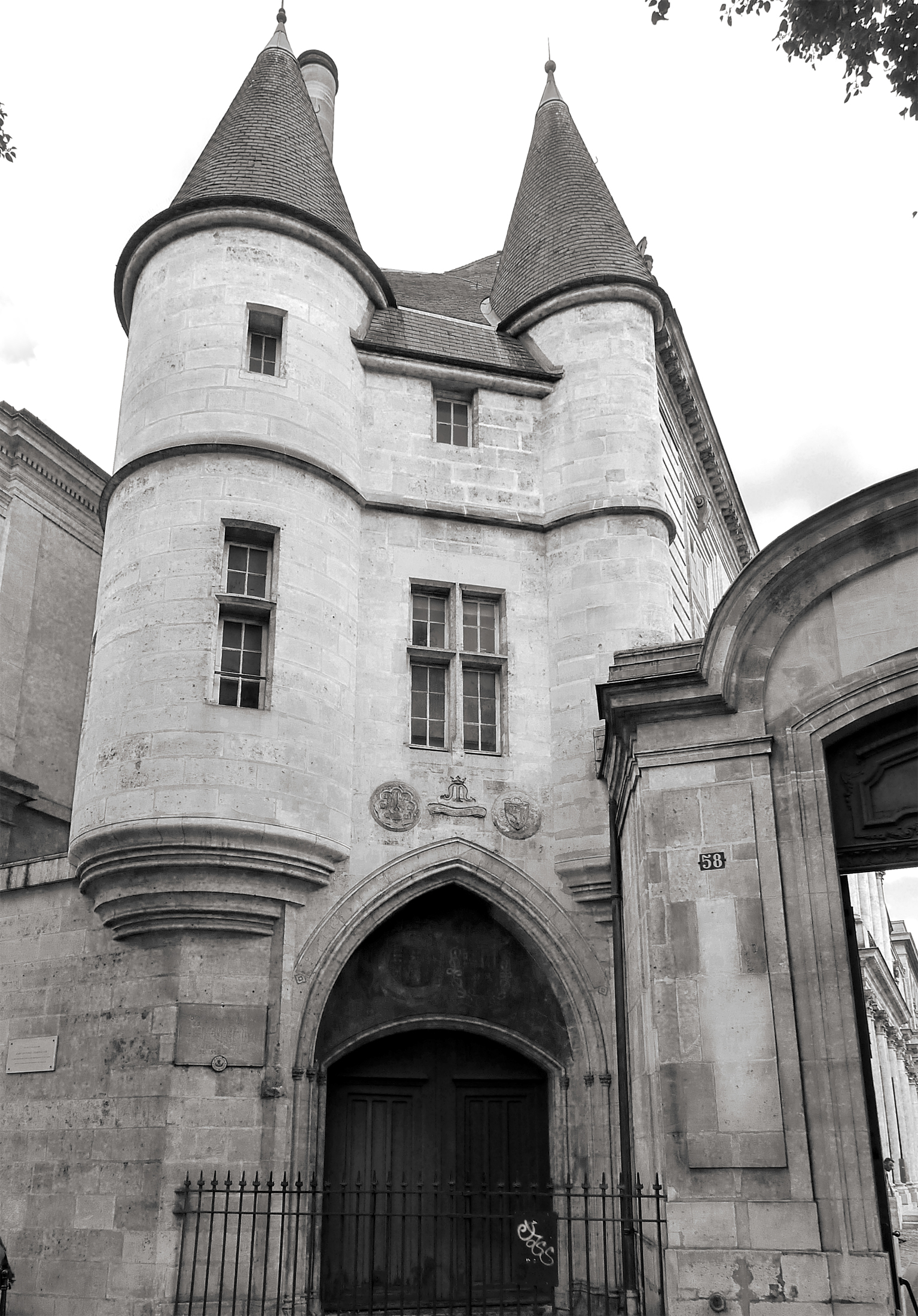
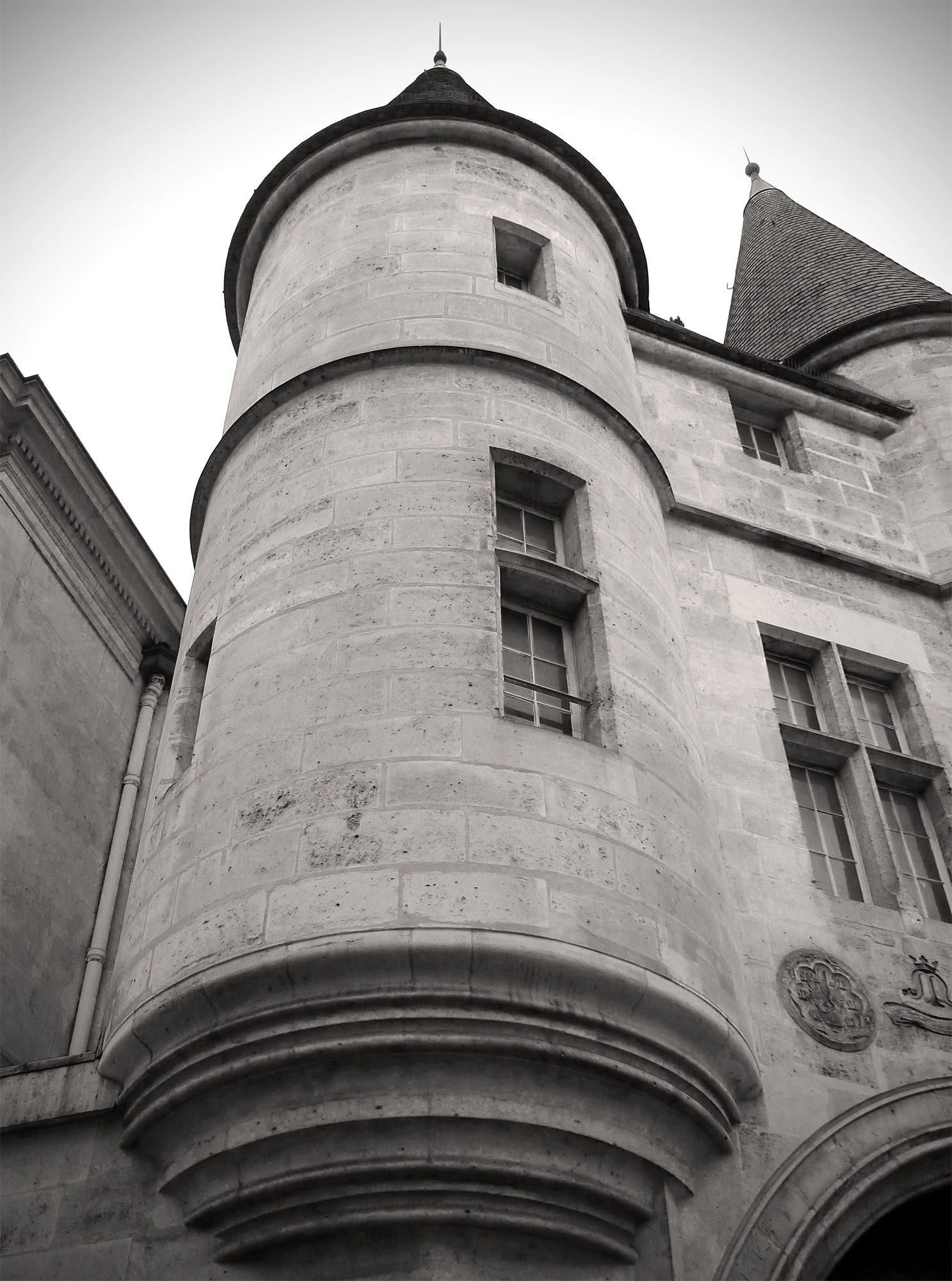

Détails de la porte
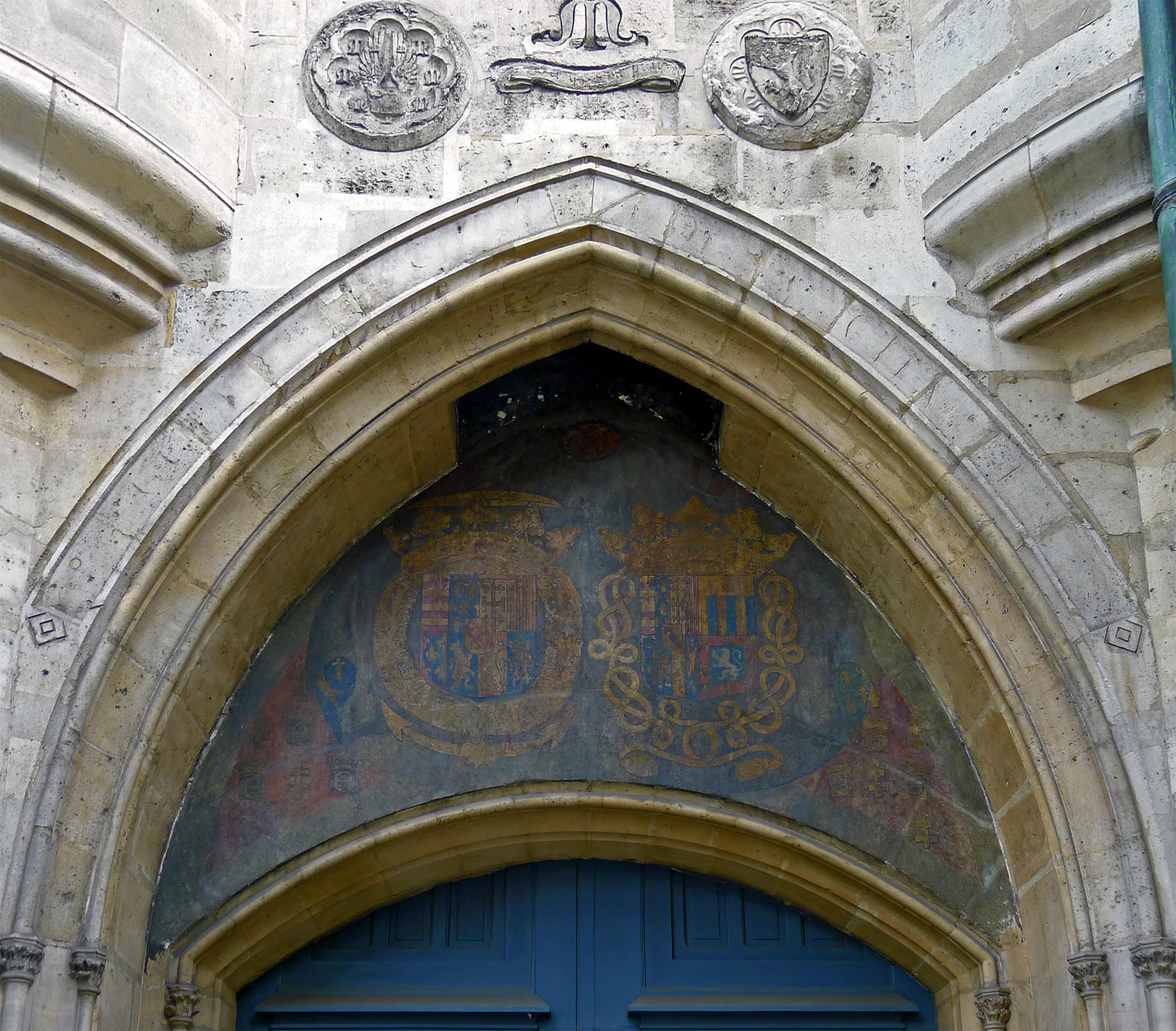
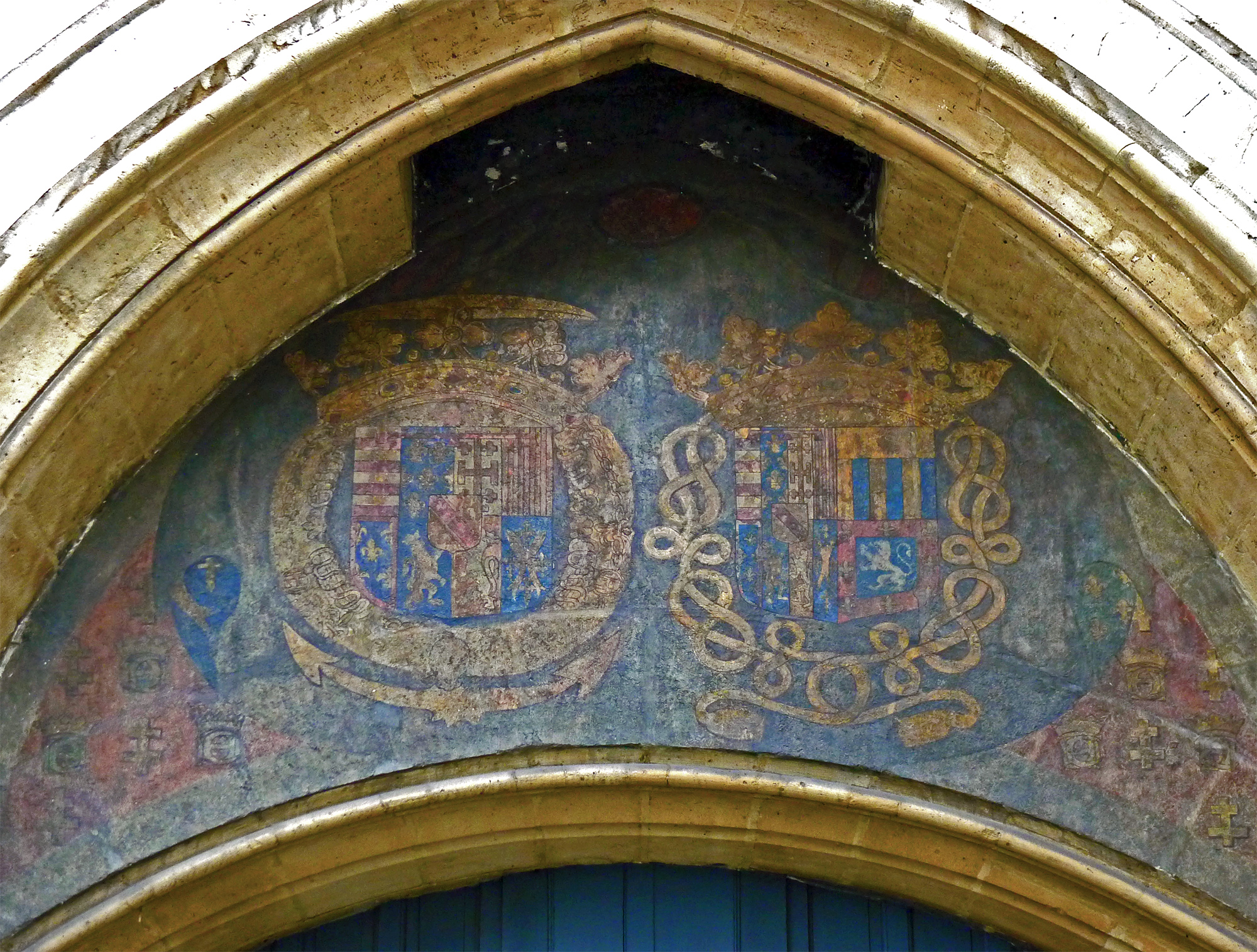
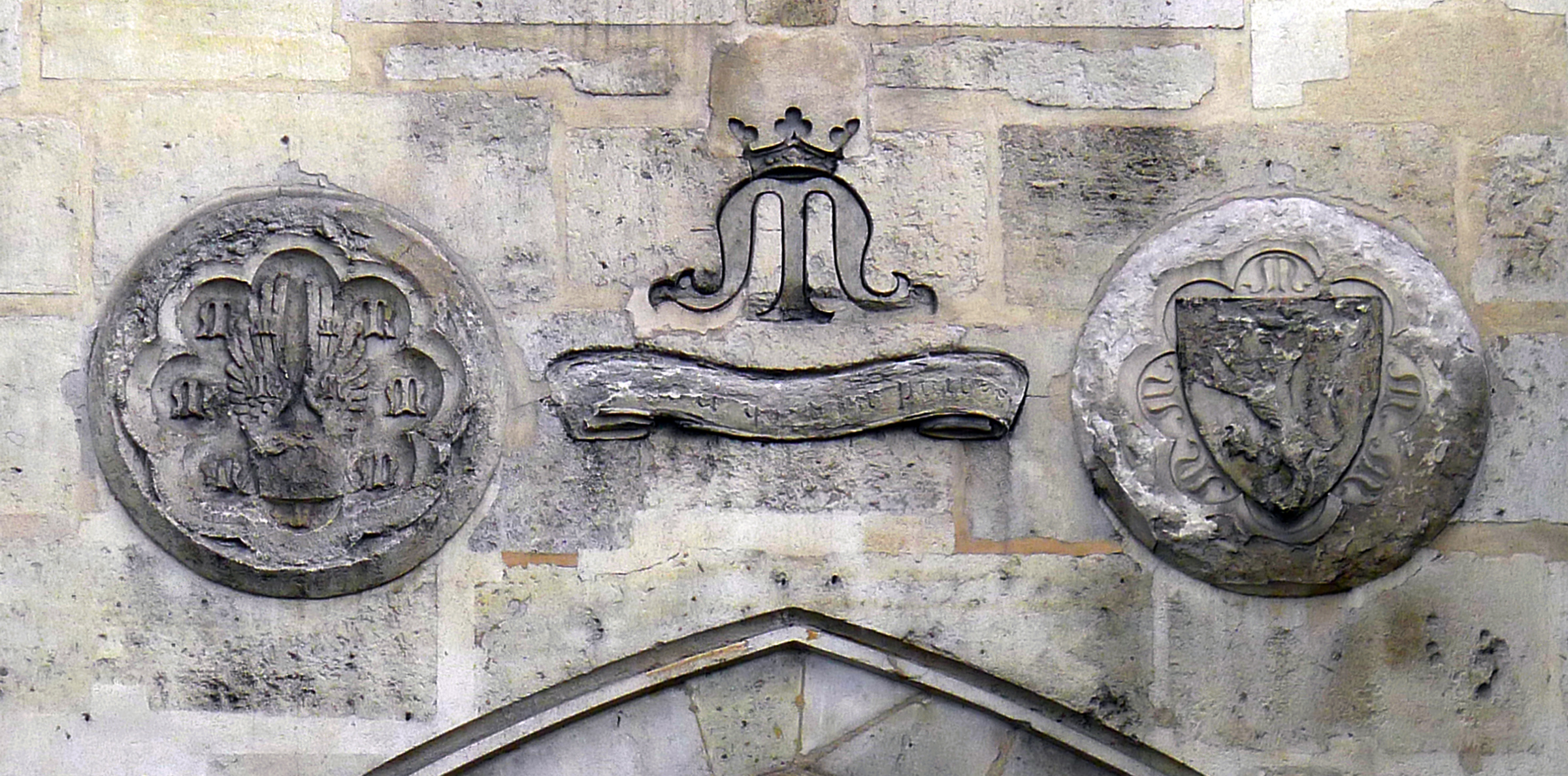

## Architecture

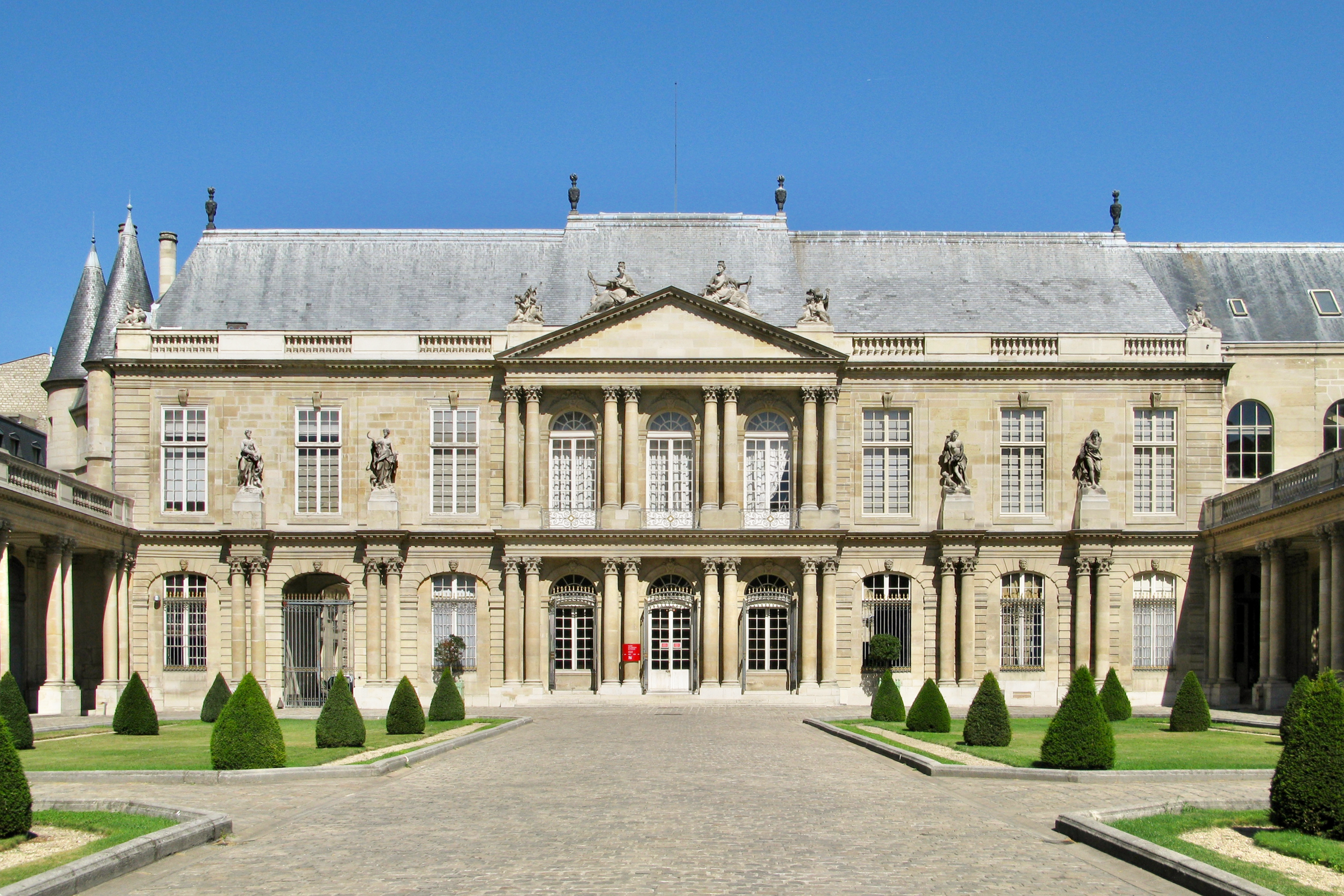
Témoignage de l'histoire architecturale de l'édifice, le passage couvert de la deuxième travée à gauche signale l'existence de l'ancienne cour et rappelle que la façade classique est plaquée sur le pignon de l'ancien hôtel.

En 1705, afin de donner au palais une entrée prestigieuse, Pierre-Alexis Delamair change l'orientation de l'hôtel de Soubise en plaquant une nouvelle façade de style classique contre l'ancienne aile sud qui abritait un manège, où les chevaux arrivaient par une petite porte, à côté de la grande écurie bordant le long jardin.
Cette façade est ornée d'un avant-corps central à doubles colonnes superposées, comportant trois travées espacées de 3,50 m, sur deux niveaux surmontés d'un fronton triangulaire.
Le cartouche de ce fronton portait les armes des Rohan Soubise, ôtées à la Révolution. Ses rampants sont ornés de deux statues couchées, allégories de la Gloire et la Magnificence, et chacune de ses encoignures d'un groupe de génies. Ces sculptures sont l'œuvre de Robert Le Lorrain. Au rez-de-chaussée, les trois grandes portes cintrées, encadrées par des colonnes jumelées à chapiteaux composites, sont timbrées de mascarons. À l'étage, les fenêtres sont encadrées de colonnes à chapiteaux corinthiens.
Delamair, en privilégiant l'unité de la colonnade du péristyle, crée ainsi un petit scandale en inversant la hiérarchie canonique. Delamair construit une cour d'honneur (longue de 62 mètres entre le porche et le perron) entourée d'un péristyle de 56 colonnes jumelées à chapiteaux composites, orné d'une balustrade à jour, ouvrant par une demi-lune sur l'actuelle rue des Francs-Bourgeois.
Il se charge également de la campagne de décors sculptés qui ornent encore aujourd'hui la façade du palais, et demande à Robert Le Lorrain de réaliser les statues représentant les quatre saisons, au niveau du premier étage. Enfin, il réorganise l'intérieur de l'hôtel en séparant appartements de parade et appartements privés en enfilade.

Cour et péristyle de l'hôtel de Soubise
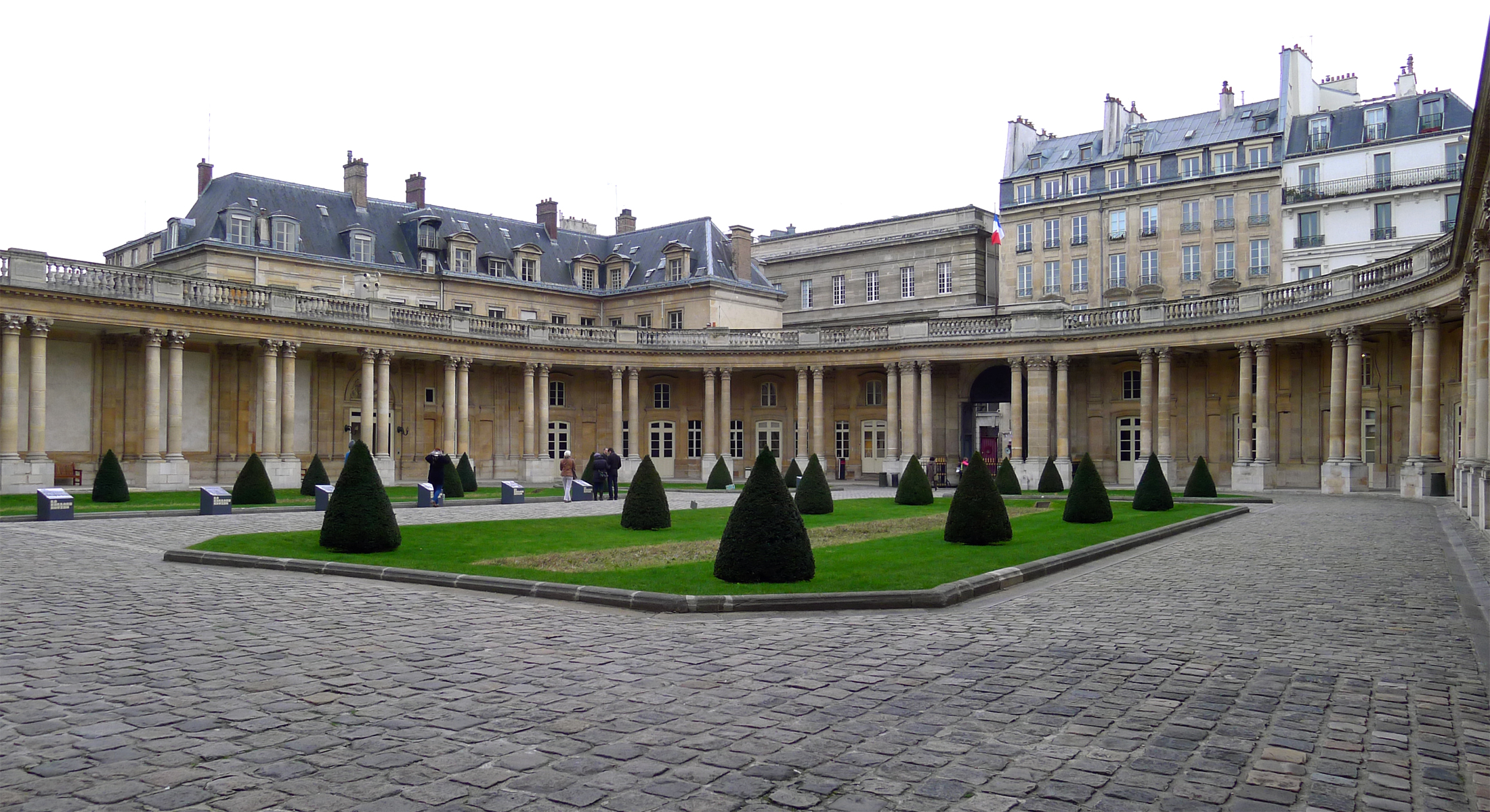
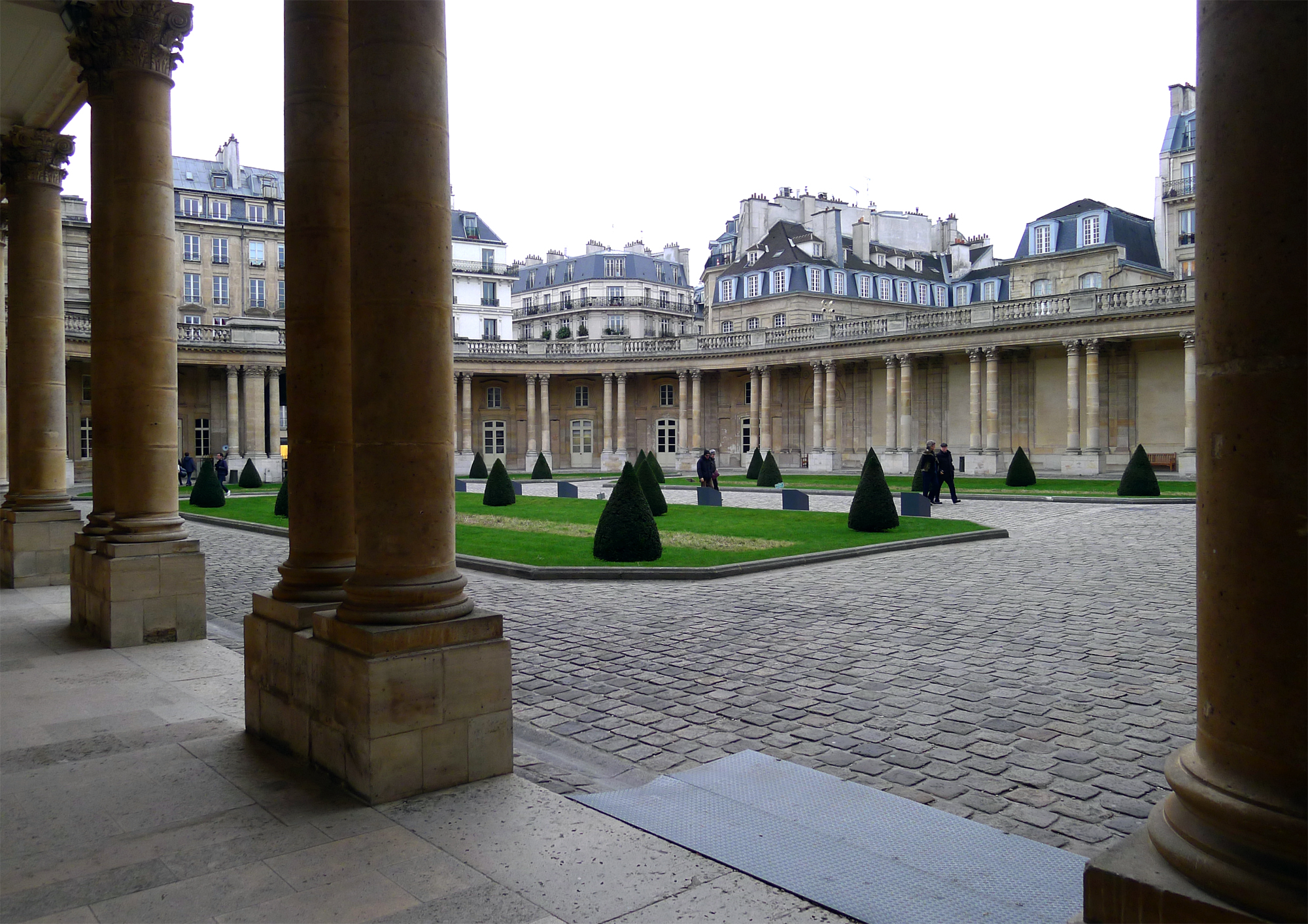
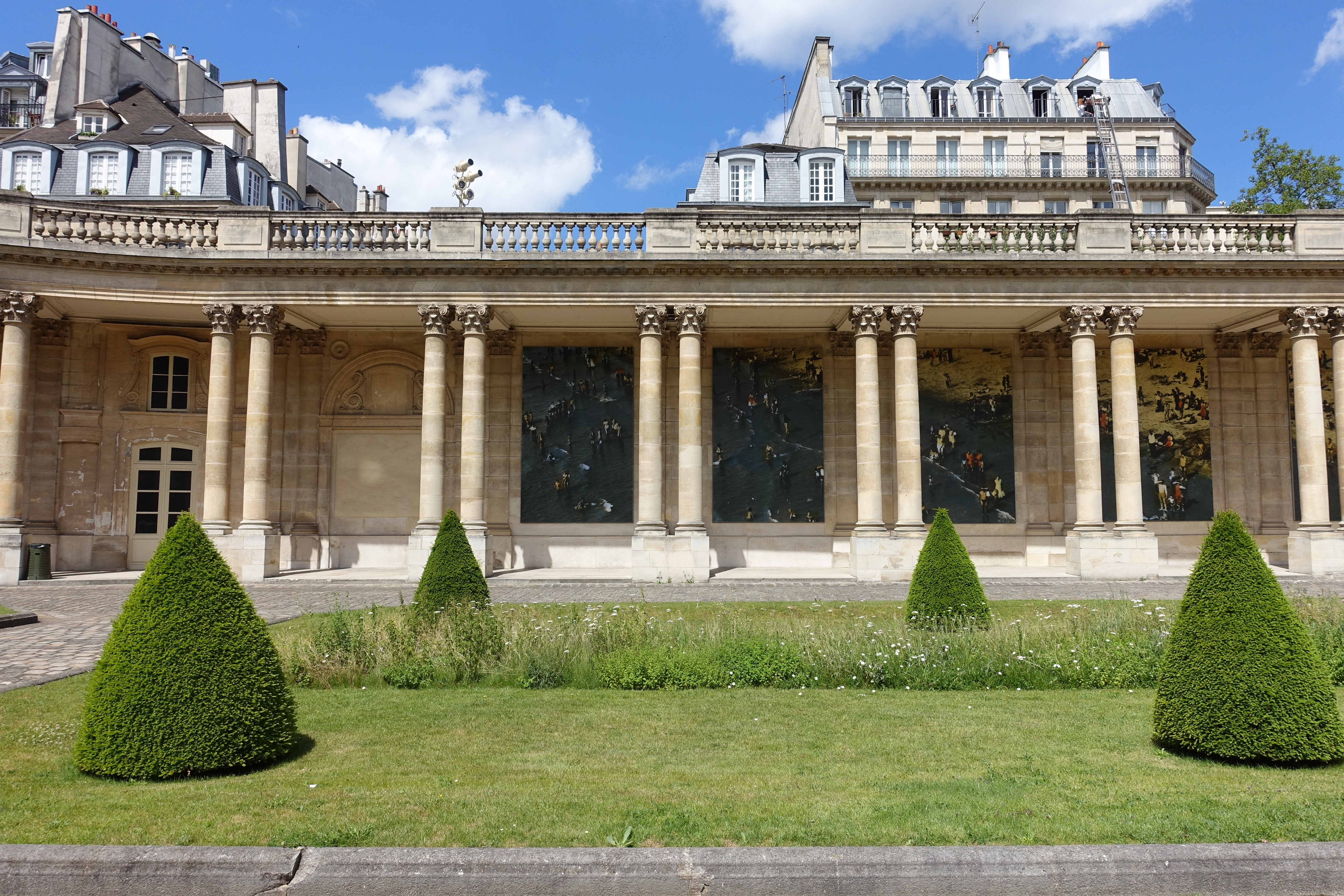
Détail du péristyle ouest, montrant les colonnes composite.
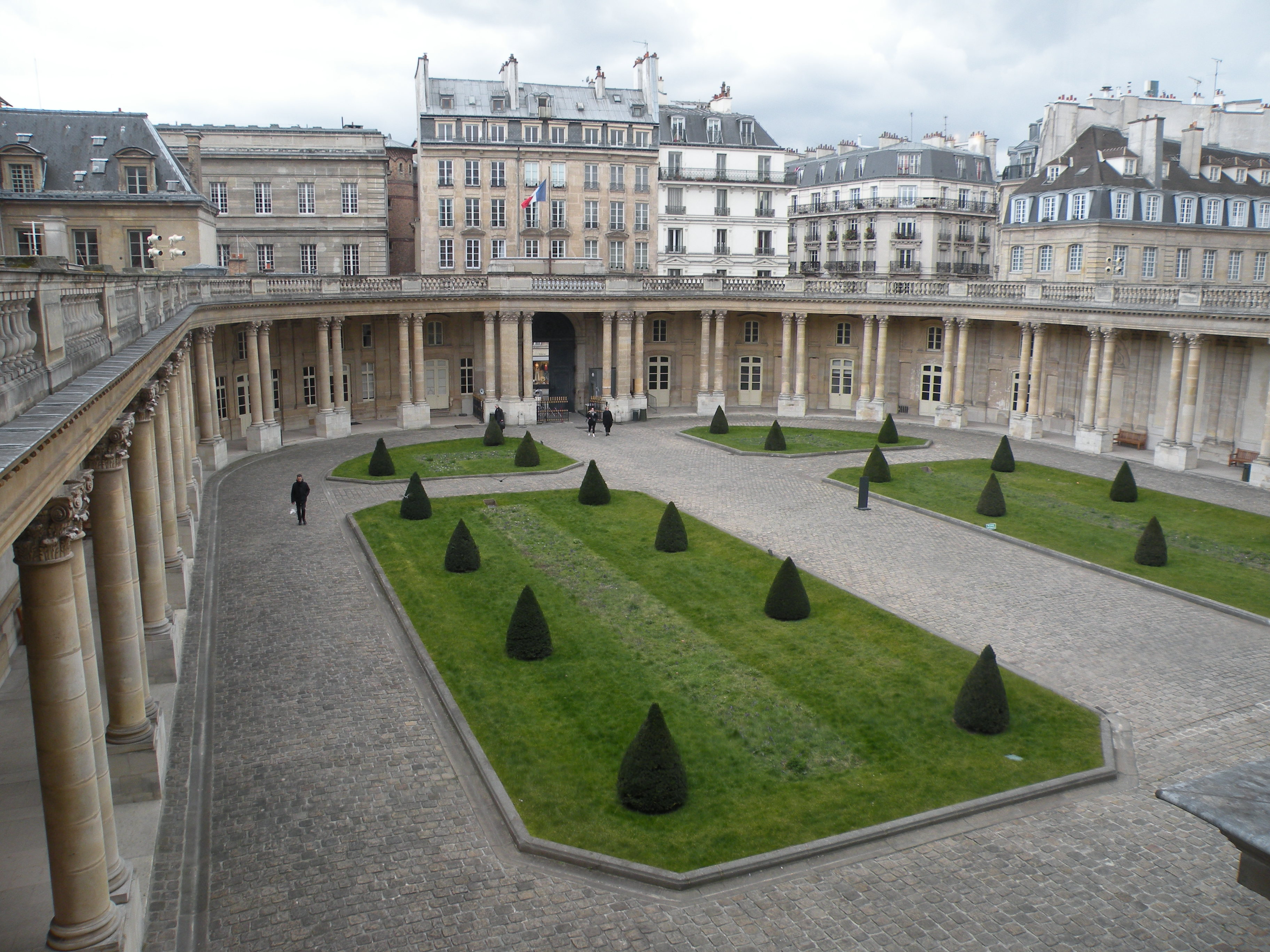
Vue de la cour depuis le premier étage de l'hôtel.

L'ancienne porte en pan coupé de la demeure doit son existence à la présence initiale, à cet emplacement, d'une ruelle située perpendiculairement à la rue des Archives, porte qui formait autrefois le prolongement de la rue de Braque et qui est désormais supprimée. Au-dessus de l'arcature de la porte gothique ornée de deux écussons de la maison de Guise anciennement peints à l'huile, se trouvent deux médaillons sculptés séparés par une banderole avec la devise de Clisson « Pour ce qui me plect » surmontée de la mystérieuse lettre M gothique couronnée. L'historien Jules Quicherat y voit une allusion discrète à quelque aventure galante, infirmant la légende selon laquelle elle serait l'initiale du mot miséricorde dont Olivier de Clisson aurait fait preuve à l'égard des bourgeois parisiens insurgés de 1383 qui avaient baptisé la demeure « hôtel de la Miséricorde ».
En 1732, à l'occasion de son remariage avec Marie-Sophie de Courcillon, jeune veuve à 19 ans du duc de Picquigny et fille de Philippe de Courcillon de Dangeau, Hercule Mériadec de Rohan-Soubise, fils et héritier de François de Rohan-Soubise, entreprend de faire mettre au goût du jour les appartements de l'hôtel. Délaissant Delamair, il fait appel au célèbre architecte Germain Boffrand qui complète l'enfilade de salons par un pavillon ovale, permettant l'articulation avec les appartements privés de l'aile nord en retour. À partir de 1736, Boffrand porte tous ses efforts sur le décor intérieur de l'hôtel, de style rocaille, en faisant appel aux meilleurs artistes de son temps, tels François Boucher, Charles Natoire ou Carle van Loo.
Tandis que le rez-de-chaussée est dévolu à Hercule Mériadec et célèbre les vertus des princes de la Maison de Rohan, le premier étage chante, quant à lui, la beauté et la jeunesse de la princesse de Soubise.
Aujourd'hui, seule une partie des salons a pu être restituée dans sa splendeur, l'autre ayant été détruite et le mobilier d'origine ayant disparu.

### Les appartements du prince

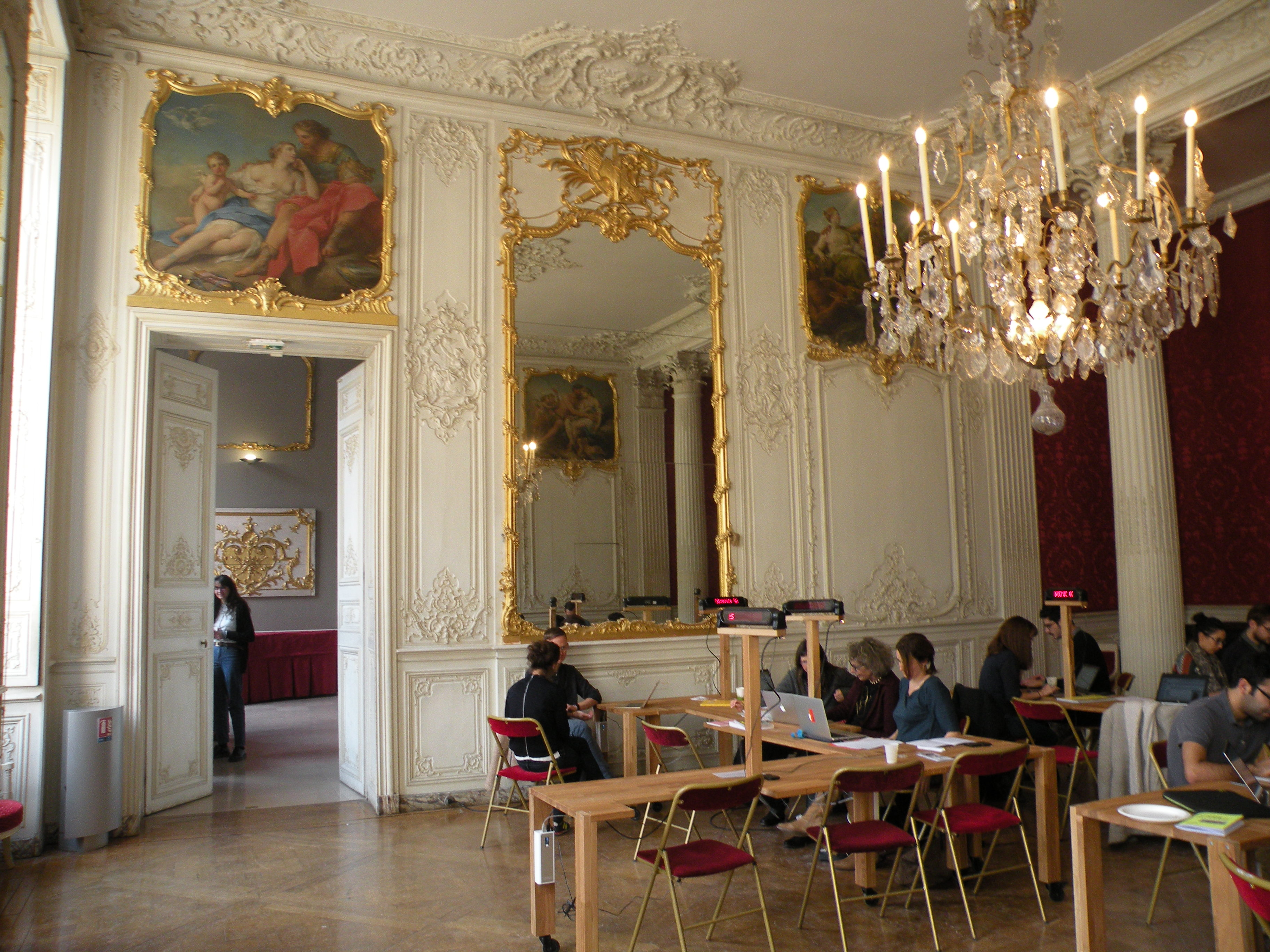
La chambre du prince.

On entre dans l'hôtel par un vestibule, dont très peu d'éléments du décor originel subsistent. Deux médaillons à l'antique d'empereurs romains entourés de trophées d'armes, casques et cuirasses, se trouvent au-dessus des anciennes portes latérales. Celle de droite donnait accès, au XVIIIe siècle, aux appartements du prince. Ce corps de bâtiment comporte juste un vestibule, un escalier et la chapelle des Clisson.
Les appartements de réception étaient dans le corps de bâtiment perpendiculaire au premier. L'enfilade de la réception, qui faisait se commander les pièces principales, primait toute préoccupation de confort. La première pièce est une antichambre qui sert désormais de salle d'exposition et qui servait à l'époque de Boffrand, de salle d'attente et de réception.
En 1902, cette pièce devient la salle de lecture des Archives nationales, jusqu'à l'ouverture du Centre d'accueil et de recherche des Archives nationales (CARAN) en 1988.
Elle est garnie de boiseries inspirées des projets du sculpteur ornemaniste Jacques-Louis Herpin.
On rejoint ensuite la chambre d'audience et la chambre d'apparat du prince dont les bas-reliefs des médaillons ornant les lambris sont attribués aux sculpteurs Lambert-Sigisbert Adam et Jean-Baptiste II Lemoyne.
Des motifs héraldiques ornent la corniche. Aujourd'hui, cette pièce sert régulièrement pour des concerts et des journées d'études.
La porte dissimulée sous la tenture de l'alcôve de la chambre d'apparat du prince donne accès au « petit cabinet ». Au début du XVIIIe siècle, cette pièce servait plutôt de garde robe, où dormait le valet de chambre du prince.
Des camaïeux bleus de François Boucher La chasse et La pêche ornent les médaillons de chaque côté de trois grands placards. Au XIXe siècle, cette pièce sert de bureau aux archivistes, puis aux professeurs de l'école des Chartes et enfin au conservateur du musée.
On entre ensuite dans le salon du prince, salon construit et aménagé par Boffrand à partir de 1735. Entre les arcades du salon se trouvent huit grands bas reliefs représentant des allégories des sciences et des arts. Conçu comme un salon « frais », il ouvrait sur les jardins et servait de salon de musique, art dont les Soubise se firent les promoteurs.
Le salon communique avec le grand cabinet du prince, où la corniche est le seul témoin du décor original.

### Les appartements de la princesse

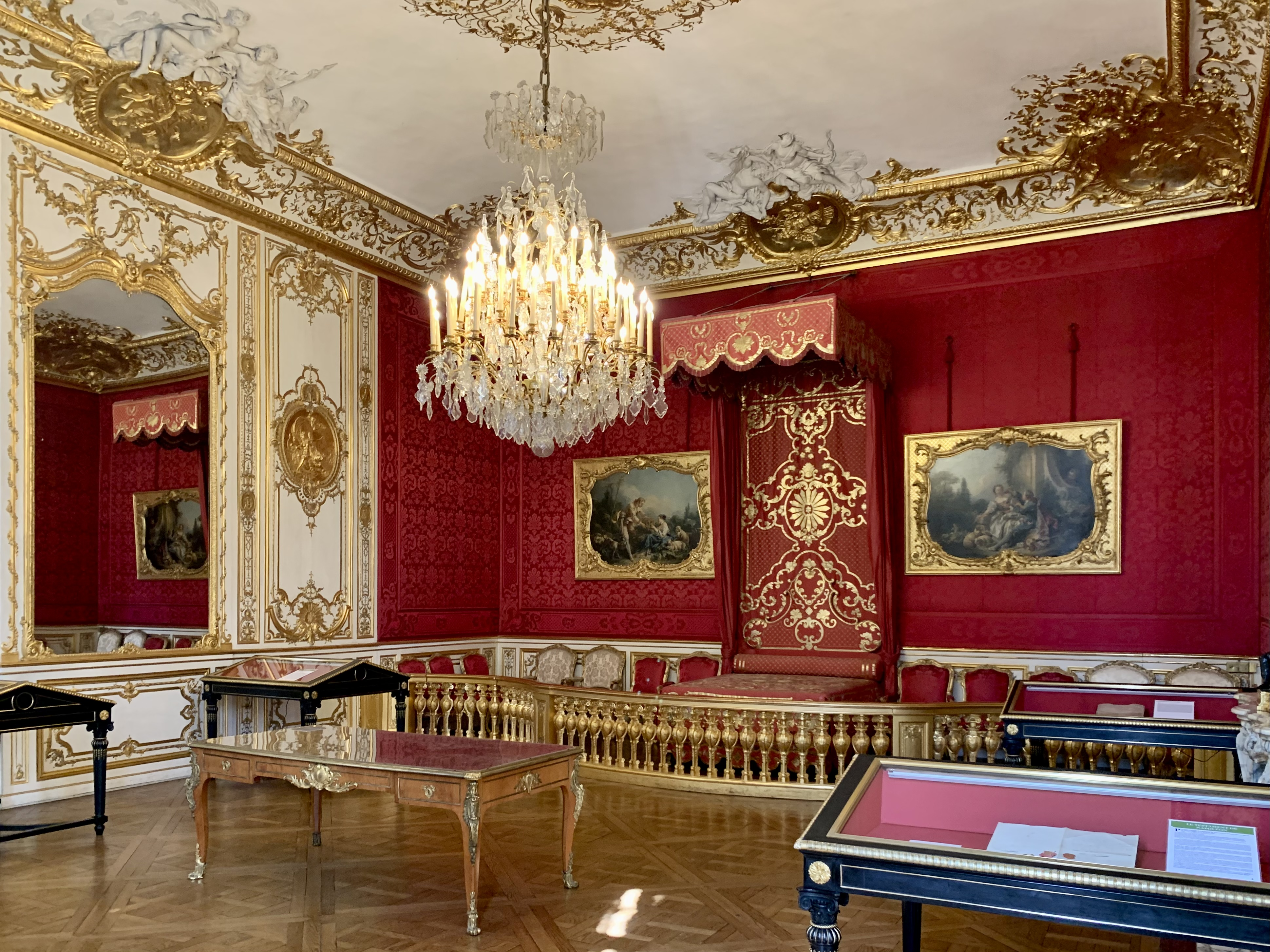
La grande chambre de la princesse.

L'hôtel de Soubise respecte la tradition des appartements privés de la maîtresse de maison situés à l'étage, où ils disposent d'une plus belle vue sur le jardin et sont mieux chauffés en hiver, car plus bas de plafond et mieux exposés au soleil.
Pour accéder aux appartements de la princesse, au premier étage, il faut emprunter un grand escalier, reconstruit en 1844.
En haut de cet escalier, on accède tout d'abord à la salle des gardes, pièce qui, au XVIe siècle, permettait aux Guise d'accueillir leur importante clientèle parisienne. Cette pièce fut également un des hauts lieux de rassemblement de la ligue catholique pendant les guerres de religion.
Au XVIIIe siècle, la salle conserve les mêmes proportions mais prend le nom de « grande antichambre », « galerie » ou « grande salle ».
Entre 1808 et 1865, cette salle des gardes héberge momentanément le Trésor des Chartes. Depuis 1970, elle accueille les expositions temporaires des Archives nationales.
On entre ensuite dans la salle d'assemblée. Cette pièce a conservé un moulage de sa corniche décorée aux angles, de reliefs représentant les quatre parties du monde.
La présentation actuelle de la pièce se veut une évocation de l’œuvre fondatrice des premiers directeurs des Archives. Des vitrines furent spécialement conçues pour l'inauguration du musée en 1867. C'est dans ces vitrines que sont aujourd'hui présentés des fac-similé de grands documents de l'Histoire de France.
La pièce suivante est la chambre d'apparat de la princesse, présentée telle qu'elle fut conçue pour la seconde femme d'Hercule Mériadec, la jeune Marie-Sophie de Courcillon. Cette pièce est plus particulièrement dédiée à la représentation que rend nécessaire la position des Soubise à la cour, calquée sur l'exemple versaillais. Le décor des boiseries est attribué au sculpteur ornemaniste Jacques Verbeckt. Les médaillons dorés des lambris représentent les amours de Jupiter avec Callisto, Sémélé, Europe et Lo tandis que ceux des angles de la corniche sont consacrées aux figures de Danaé, Léda, Ganymède et Hébé.
Sur les côtés, des groupes en stuc blanc sont sculptés par Nicolas Sébastien Adam. Les dessus-de-porte représentent Les Grâces présidant à l'éducation de l'amour (par François Boucher, 1738) et Minerve enseignant à une jeune fille l'art de la tapisserie (par Trédières, 1737).
On entre ensuite dans la pièce la plus remarquable de l'hôtel, le salon de la princesse, chef-d’œuvre de Germain Boffrand et Charles Natoire. Cette pièce ovale, en résonance avec celle du rez-de-chaussée, a permis à l'architecte de façonner un joyau décoratif. Ses huit ouvertures, quatre fenêtres, trois glaces et une porte déterminent autant de panneaux verticaux de boiseries blanc et or, surmontées de cartouches. Huit toiles de Natoire sont disposés sur la corniche. Elles sont toutes consacrées au mythe de Psyché, dont les épisodes sont contés dans l'ordre chronologiques :  Psyché recueillie par Zéphir, les Nymphes accueillent Psyché avec des fleurs au seuil du palais de l'Amour, Psyché montre ses trésors à ses sœurs, Psyché contemple son époux endormi, Les Nymphes retirent de l'eau le corps inanimé de Psyché, Psyché chez les bergers, Psyché défaille de frayeur devant Vénus, et Psyché ravie au ciel par l'Amour.
La petite chambre à coucher de la princesse où celle-ci couchait effectivement, est située dans le bâtiment ajouté par Boffrand. Elle communique avec le salon par une porte dissimulée dans la boiserie et avec la chambre de parade par une porte sous tenture. Les quatre dessus-de-porte proviennent d'une salle de compagnie, dans les appartements des enfants du prince aujourd'hui détruits, dans lesquels figurent par exemple l'amitié de Castor et Pollux (van Loo, 1738). Sont également placés sur les murs plusieurs autres dessus de porte de François Boucher, Carle van Loo et Jean Restout provenant d'appartements réaménagés .
Les deux dernières salles sont la salle du Dais et la salle Empire.
L'ancienne salle du Dais de la princesse a conservé sa corniche armoriée portant les initiales « RH » des Rohan-Soubise. Cette pièce est aujourd'hui consacrée à des présentations temporaires de documents d'archives.
La salle dite « Empire » à quant à elle, été créée au XIXe siècle à l'emplacement de plusieurs pièces des appartements privées de la princesse. Meublée en 1882 de placards en chêne, à l'instar des rayonnages des Grands dépôts, cette salle, d'abord destinée à l'exposition de différents objets historiques, devient en 1939 une galerie permanente d'exposition, pour les documents du Premier Empire.

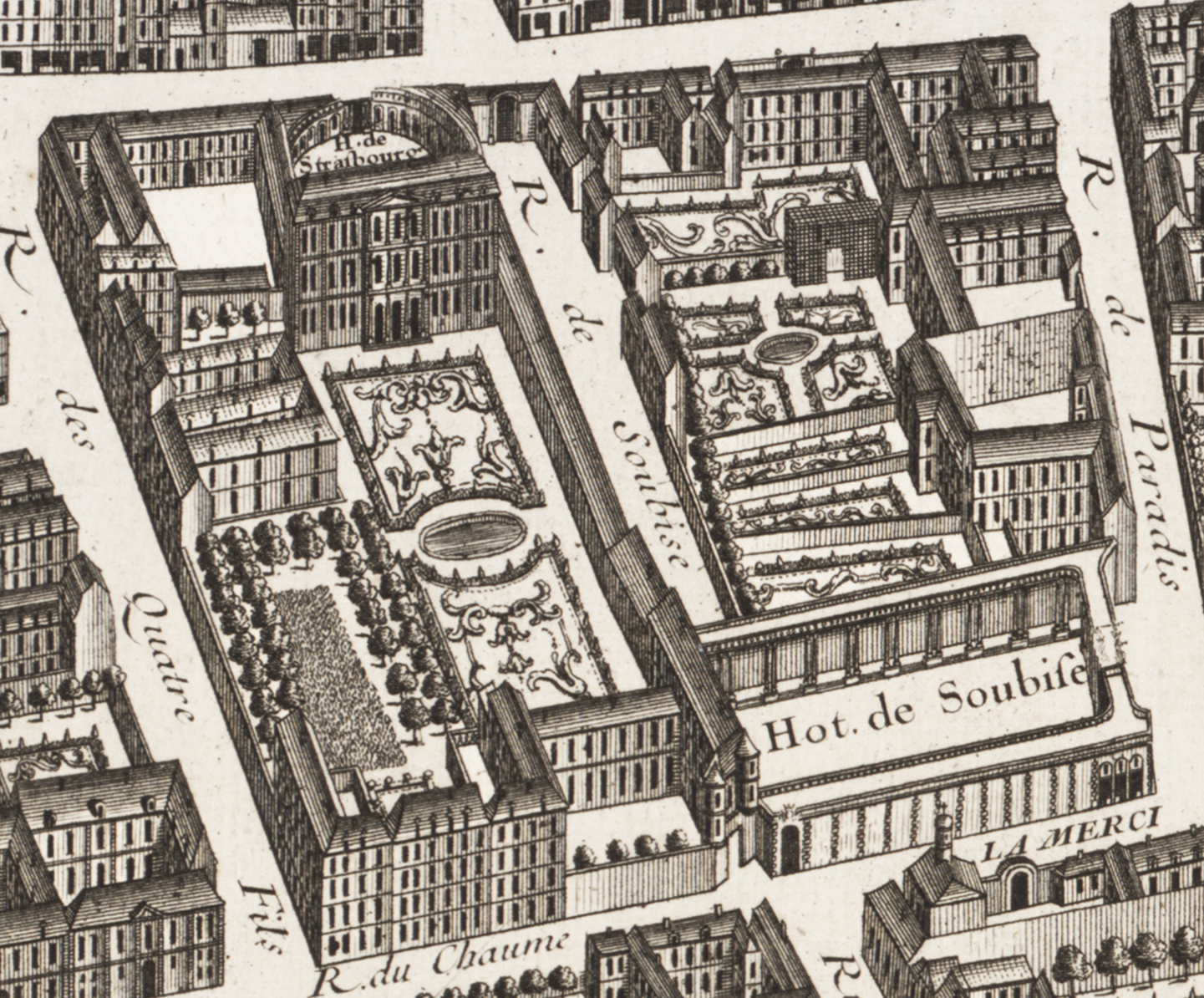
L'hôtel de Soubise et l'hôtel de Strasbourg (actuel hôtel de Rohan) selon le plan de Turgot vers 1737.
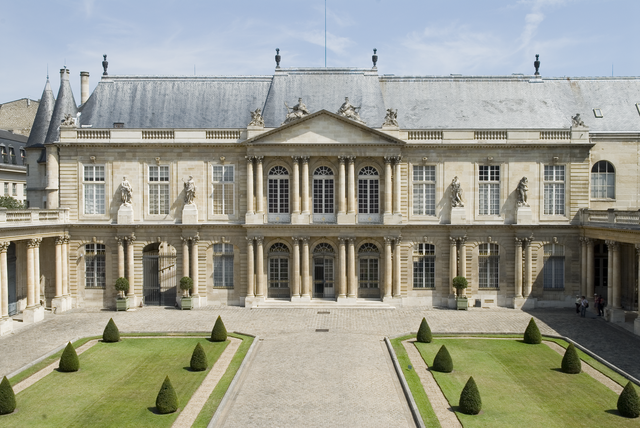
Archives nationales (Paris) : hôtel de Soubise.
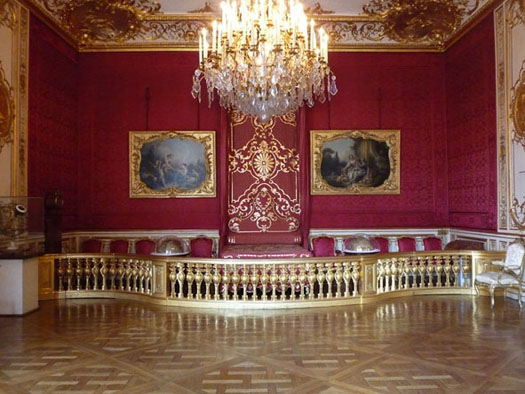
Archives nationales (Paris) : hôtel de Soubise - Chambre de la princesse.
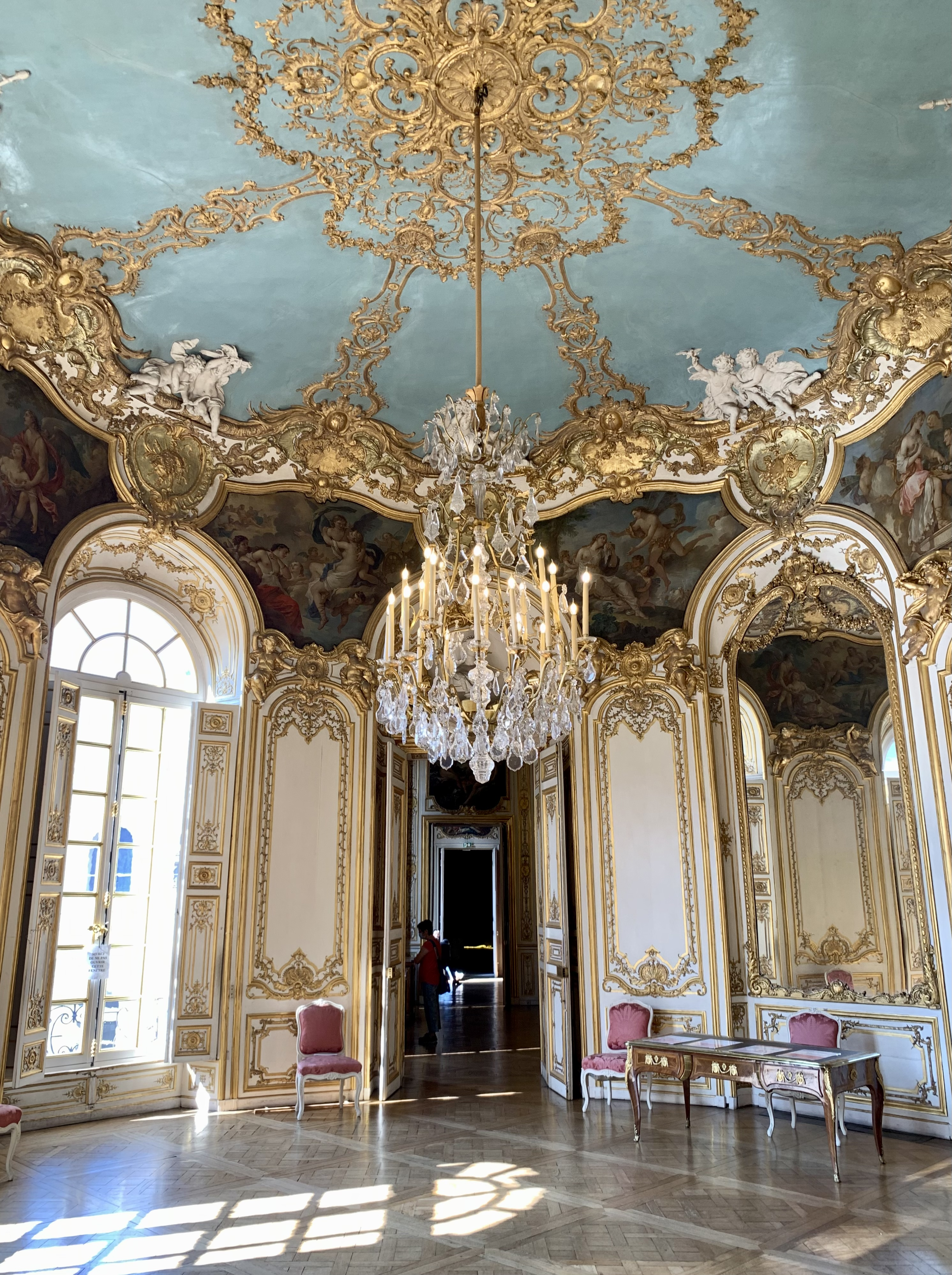
Archives nationales (Paris) : hôtel de Soubise - Salon de la princesse
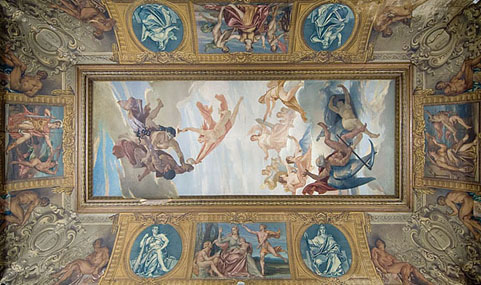
Archives nationales (Paris) : hôtel de Soubise - Plafond de l'escalier d'honneur. Peinture de Félix-Armand-Marie Jobbé-Duval.

## Cinéma
L'hôtel de Soubise est mis à disposition pour des tournages de film. Parmi les films tournés dans ce site :
- Papy fait de la résistance (1983), de Jean-Marie Poiré : censé figurer le siège de la Kommandantur,
- Absolument fabuleux (2001) : censé figurer le palais de l'Élysée,
- Marie-Antoinette (2006) de Sofia Coppola[21] : censé figurer des salons du château de Versailles,
- Mission impossible : Fallout (2018) de Christopher McQuarrie : hôtel particulier de la « Veuve Blanche ».